# Promachus obscurus
Promachus obscurus là một loài ruồi trong họ Asilidae. Promachus obscurus được Joseph & Parui miêu tả năm 1997. Loài này phân bố ở miền Ấn Độ - Mã Lai.